# Hammerwerk (Uhrschlag)

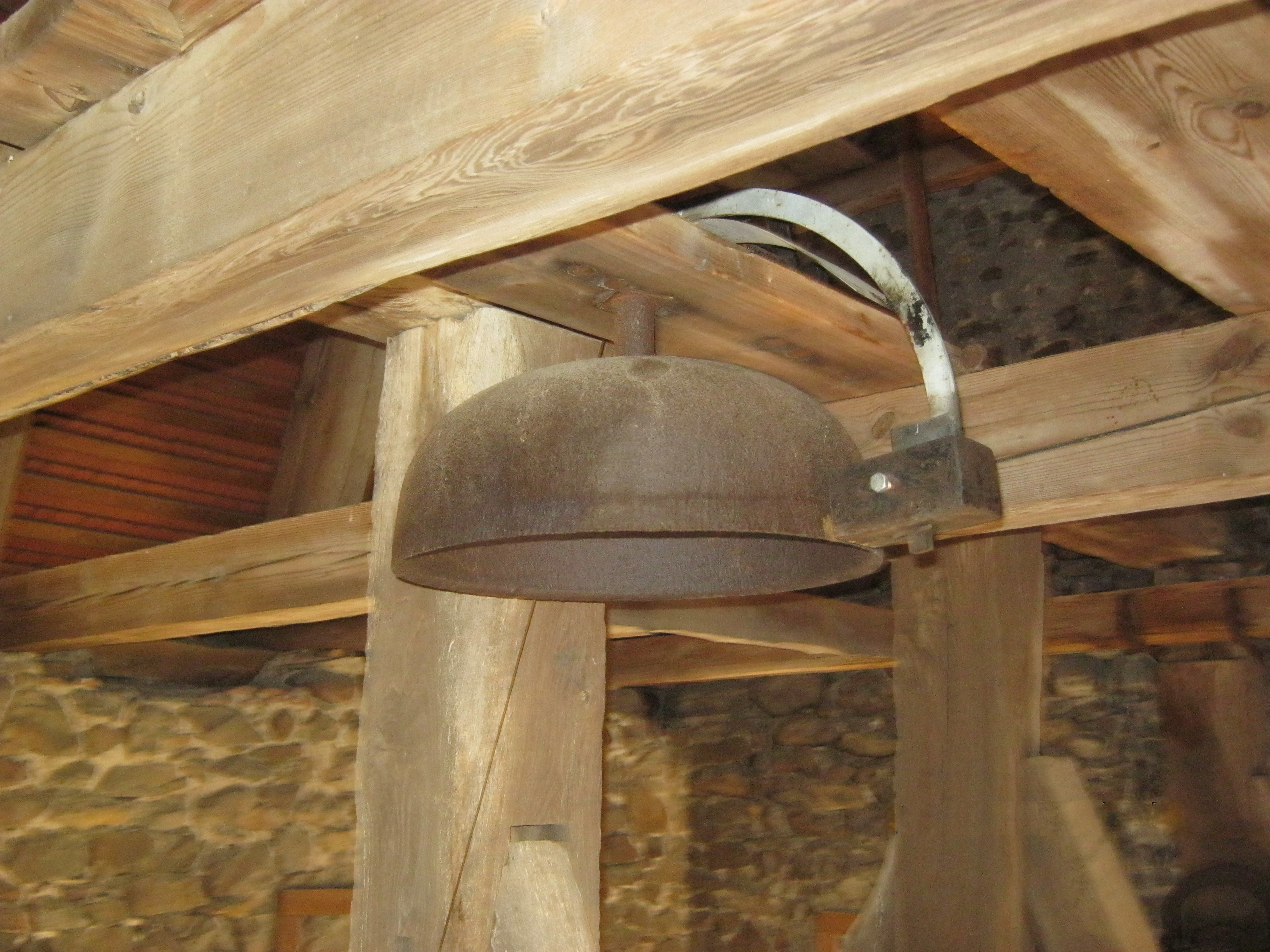
„Frühes Hammerwerk“ zur Schlagglocke der Turmuhr in Gehrden, die Prellfeder (2019 erneuert) trägt den Hebelarm (Stiel) mit Hammerkopf

Ein Hammerwerk ist Bestandteil des Läutewerks einer Turmuhr und besteht aus einem Hammerkopf an einem Hebelarm, einer Anschlagfeder (Prellfeder) und einer Glocke (Schlag- oder Läuteglocke).
Im Gegensatz zum innerhalb einer Glocke frei schwingenden Klöppel schlägt der Hammerkopf die Glocke meist von außen an. Die Anschlagfeder verhindert, dass der Hammerkopf nach dem ersten Schlag erneut an die Glocke schlägt und den freien Nachklang der Glocke stört. Der Hammerkopf wird über den verlängerten Hebelarm mechanisch oder elektrisch angesteuert.
Die Anzahl der Schläge des Hammerkopfs auf die Glocke entspricht der Zahl der vollen Stunden des Tages und informiert die Menschen in der Umgebung über die Uhrzeit. Die Schlagfolge der Stunden 1 bis 12 ist von ca. zwei Sekunden langen Pausen unterbrochen.
Die Feder kann als Prellfeder (einfache Blattfeder), Anschlagfeder (abgewinkelte Blattfeder) oder Druckfeder (Schraubenfeder) ausgeführt sein. Statt einer Feder aus Stahl kann auch ein Gummipuffer verwendet werden.

## Geschichte

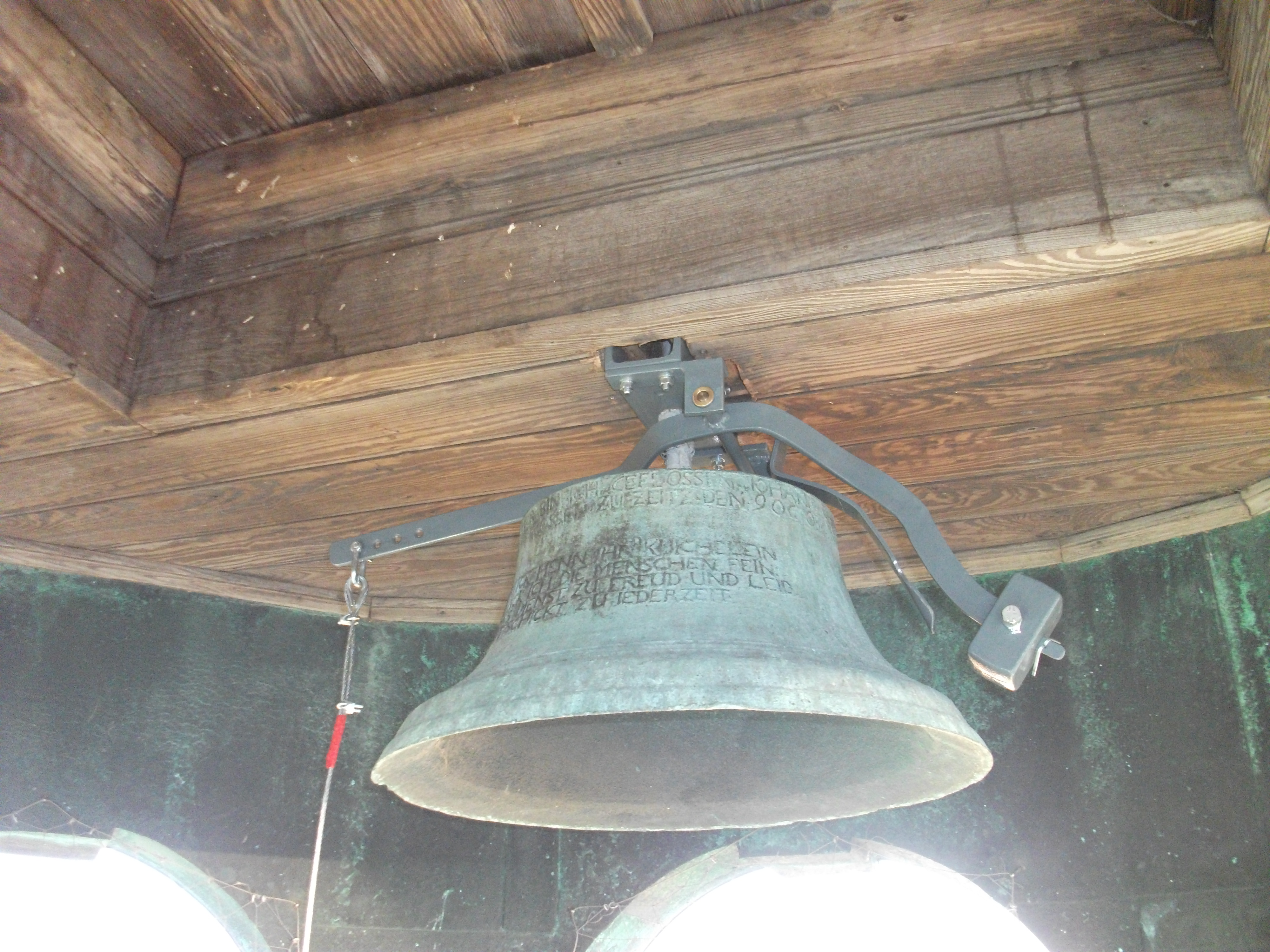
Hammerwerk zur Schlagglocke mit Anschlagfeder in der Martin-Luther-Kirche Markkleeberg

Bereits im frühen 14. Jahrhundert gab es in den italienischen Städten Orvieto, Modena, Parma öffentliche Uhren. Sie waren meist Turmuhren mit sichtbarer Uhrzeit und hörbarem Glockenschlag. Der Öffentlichkeit im Stadtraum zur Verfügung gestellte Uhren verbreiteten sich im Verlauf des Jahrhunderts über den Kontinent bis nach England. So wurde etwa 1385 im schweizerischen Luzern eine Räderuhr installiert. Über mehr als fünf Jahrhunderte bildeten dann das Gehwerk und das Schlagwerk mit Gewichtsaufzügen und Hammerkopf die mechanischen Einheiten einer schlagenden Turmuhr.
Im Preiscourant des Stadtuhrmachers und Mechanikus Johann Mannhardt in München aus dem Jahr 1843 sind Zeigerwerk, Uhrwerk (späteres Gehwerk), Abteilungsräderwerk, Schlagwerk, Nachschlagwerk und Prellfedern aufgeführt.
Die Bezeichnung Hammerwerk wurde von Turmuhrenherstellern frühestens ab Einsatz elektrischer Turmuhren im 19. und 20. Jahrhundert verwendet. Es folgte ein elektrisches Schlagwerk, welches heute Hammerzugwerk, Motor-Anschlagwerk oder auch Hubwerk genannt wird. Letztlich bezeichneten die Uhrenbauer die für Uhrschlag zuständige Baugruppe als Hammerwerk.

## Heutige Hammerwerke
Es gibt mehrere Ausführungen:
- Hammerwerk mit Prellfeder[4] (Anschlagfeder),
- Hammerwerk mit Gummipuffer und
- Magnethammerwerk.[5][6]

Beim Hammerwerk mit Prellfeder oder Anschlagfeder verhindert meist eine Blattfeder, dass der abgeprallte Hammer erneut an die Glocke schlägt.
Der Hammer wird zunächst vom Hebnägelrad des Schlagwerkes der mechanischen Räderuhr oder vom elektrischen Hammerzugwerk (oder Motor-Anschlagwerk oder Hubwerk) hochgezogen, bis er fällt. Früher wurde eine Hammermasse von 6 bis 8 kg bewegt, beim elektrisch betriebenen Hammerwerk sind es meist nur noch 1 bis 2 kg.

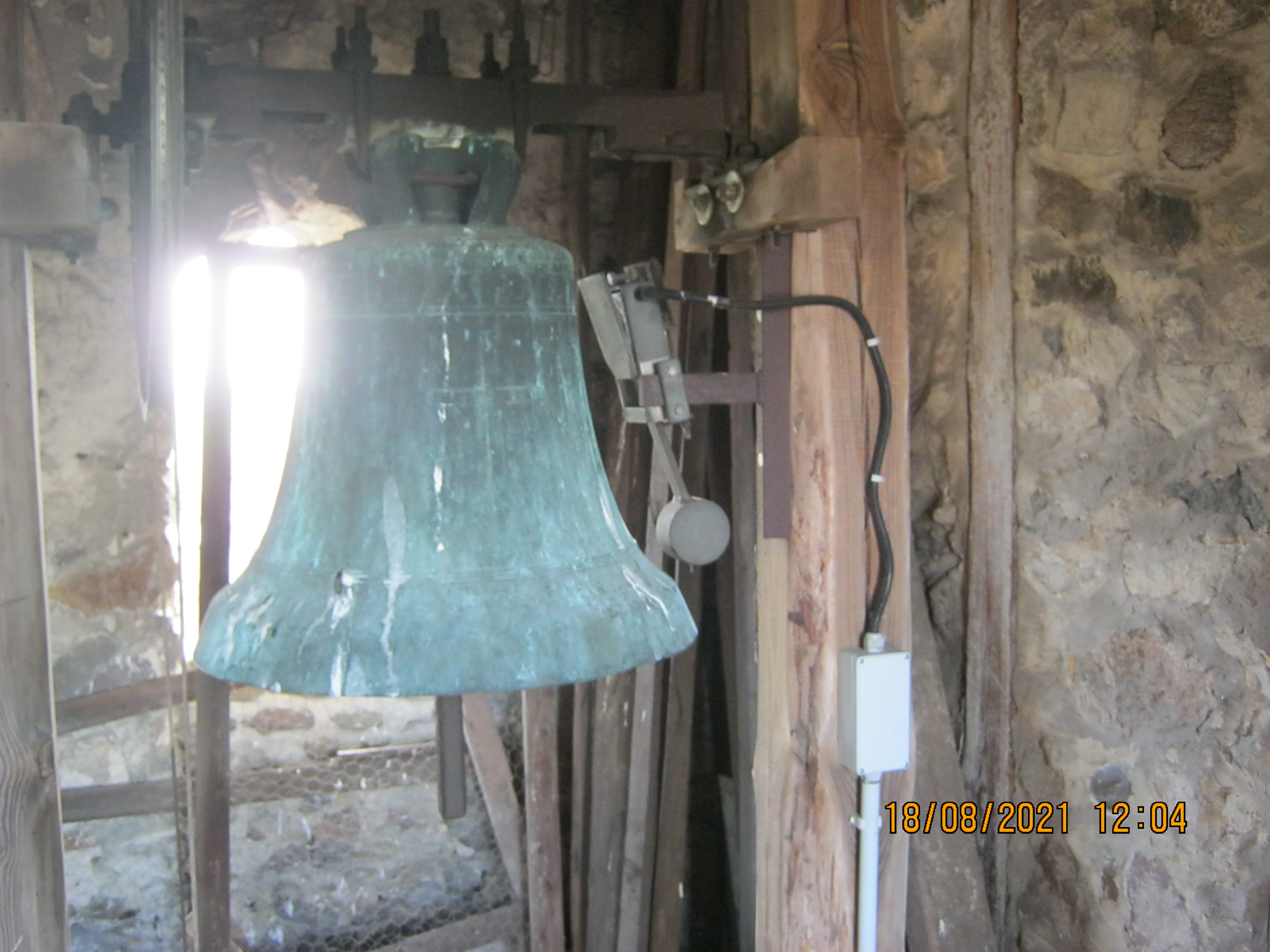
Magnethammerwerk (Clock-o-Matic) zur Läuteglocke an der elektrischen Turmuhr der Kirche Lübs

Auch der 13,5 t schwere Big Ben in London ist eine Schlagglocke. Anstelle einer Anschlagfeder aus Stahl ist hier ein Gummipuffer im „Steigbügel“ (engl. stirrup) neben dem Hammerweg verbaut, der die Bewegung des Hammers dämpft und eine Schlagfolge von ca. 4 Sekunden erlaubt.
Elektrische Turmuhren werden in Westeuropa in der Regel vom Zeitzeichensender DCF77 in Mainflingen angesteuert.
Beim Magnethammerwerk wird eine mit dem Hammerarm verbundene Stahlplatte durch Magnetkraft der stromdurchflossene Spule angezogen und erzeugt mit dem bewegten Hammer den kräftigen Schlag an die Glocke. Mitbewegt und gespannt wird dabei auch eine spiralförmig gewundene Druckfeder um einen Rundstahl. Bei der Entspannung der Druckfeder verhindert diese einen erneuten Glockenschlag mit störenden Nachklang.